# Пак Чоа
Пак Чоа (кор. 박초아, по Концевичу — Пак Чхоа; род. 6 марта 1990 года, известная мононимно как Чоа) — южнокорейская певица. Являлась главной вокалисткой гёрл-группы AOA.

## Биография
Чоа родилась 6 марта 1990 года в Инчхоне, Южная Корея. У неё в семье, помимо родителей, есть старшая и младшая сёстры. В университете девушка хотела поступить на музыкальное направление, но консервативный отец хотел для неё нормальной профессии, поэтому Чоа поступила в технический университет Инха. Чоа пробовала проходить прослушивания в S.M. Entertainment, но пятнадцать попыток закончились неудачей, позже пыталась пройти в JYP Entertainment.
Первым шагом к карьере айдола стало знакомство с популярной исполнительницей Джуниель, которая посоветовала Чоа пойти на кастинг в FNC Entertainment, чтобы стать частью будущей женской группы.

## Карьера

### 2012—2013: Дебют в AOA
30 июля 2012 года AOA выпустили дебютный сингловый альбом Angel’s Story, став тем самым первой женской группой FNC Entertainment. Изначально они дебютировали в составе семи человек, и для специальных выступлений была добавлена ещё одна участница — Юкён.
Первое время AOA было трудно завоевать популярность на корейском рынке, но осенью 2013 года девушки выпустили сингловый альбом Red Motion с синглом «Confused», и более зрелые образы покорили публику. После этого в карьере коллектива последовала череда хитов, и девушки стали одной из популярнейших групп в Корее.
12 июня 2013 года было объявлено, что Чоа исполнила роль Габриэллы в корейской версии постановки «Классного мюзикла»; её партнером стал Чжечжин из FT Island.

### 2014—2016: Сольная деятельность и уход из AOA

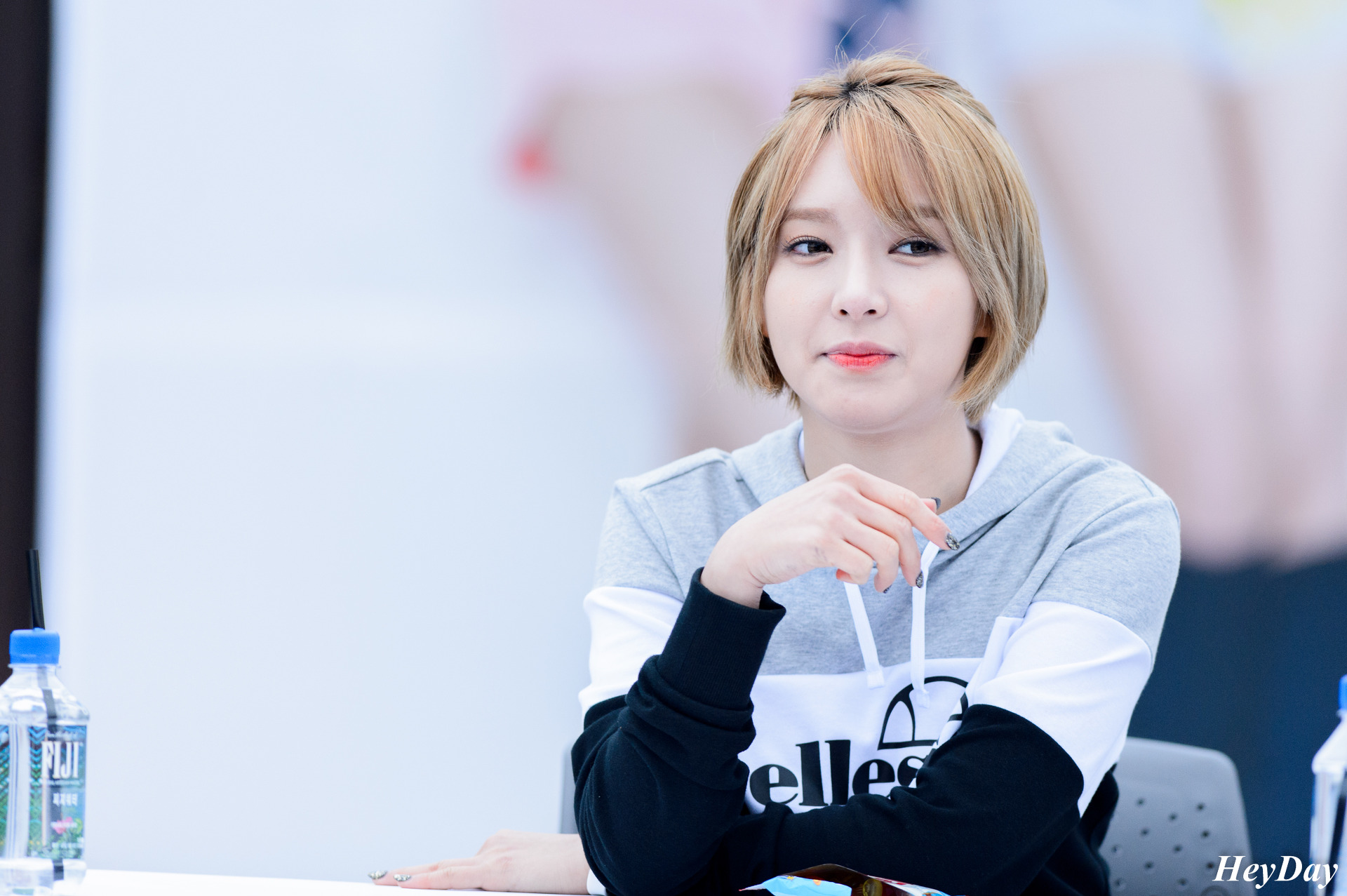
Чоа на фансайне «Ellesse», апрель 2016 года

16 марта 2014 года она выпустила официальный саундтрек «Words I Have Yet to Say» для дорамы «Невеста столетия».
Позже Пак стала участницей телешоу «Моё маленькое телевидение», но в мае 2015 года ушла, и её заменили Хани из EXID.
Ранее, в марте, были представлены снимки специально для спортивного бренда NBA вместе с Тхэяном из Big Bang. 25 марта было анонсировано участие Чоа в телешоу «Мы поженились» в качестве временной ведущей. 6 июня девушка стала моделью для Alba Heaven вместе с Ю Бён Чжэ.
24 июля состоялась премьера сингла «Don’t Be Shy» Айрона при участии Primary и Чоа. 17 декабря исполнительница выпустила цифровой сольный сингл «Flame», который не ознаменовал её сольный дебют, но стал частью специального проекта re;turn.
В октябре 2016 года Чоа была подтверждена как одна из ведущих телешоу «Пою для тебя»; трансляция состоялась в декабре.
Изменения в составе группы наступили осенью 2016 года с уходом из агентства Юкён по причине завершения её контракта. 22 июня 2017 года Чоа объявила, что также покидает коллектив, однако компания эту информацию опровергла.
30 июня всё было подтверждено, но Пак всё ещё числилась среди артистов FNC, потому что её контракт был действителен. По словам исполнительницы, она решила уйти из группы из-за депрессии и бессонницы, от которых она страдала последние годы. В мае 2019 года было подтверждено, что Чоа покинула агентство.

### 2020 — н. в.: Возвращение и Great M
После трехлетнего перерыва в индустрии развлечений 6 августа 2020 года было объявлено, что Чоа записала новую песню для саундтрека к дораме To All the Guys Who Loved Me (кор. 그놈이 그놈이다). Официальные лица подтвердили её участие после того, как зрители услышали песню в эфире шоу 3 августа, и предположили, что голос певицы похож на Чоа. По словам официального представителя индустрии развлечений 21 августа 2020 года Чоа перешла в Great M Entertainment, новое агентство, основанное Ким Ен Сун, которая была одним из основателей и управляющим директором FNC Entertainment.

## Дискография

### Синглы
| Название                     | Год                | Пиковая позиция в чартах | Продажи                   | Альбом                             |
| Название                     | Год                | KOR                      | Продажи                   | Альбом                             |
| Как главный артист           | Как главный артист | Как главный артист       | Как главный артист        | Как главный артист                 |
| ---------------------------- | ------------------ | ------------------------ | ------------------------- | ---------------------------------- |
| «2015 That May Be So»        | 2015               | 26                       | Республика Корея: 84,692  | Two Yoo Project — Sugar Man Part.3 |
| «Flame»                      | 2015               | 25                       | Республика Корея: 165,936 | Flame                              |
| Коллаборации                 |                    |                          |                           |                                    |
| «Don’t Be Shy»               | 2015               | 10                       | Республика Корея: 491,184 | 2                                  |
| «Sing For You» (с Ким Тэ Ву) | 2017               | —                        | —                         | Sing For You — The Eighth Story    |
| «I Don’t Have the Words»     | 2017               | —                        | —                         | Sing For You — The Last Story      |

### Саундтреки
| Название                      | Год  | Альбом                      |
| ----------------------------- | ---- | --------------------------- |
| «Breaking Free» (с Чжэчжином) | 2013 | High School Musical OST     |
| «Words I Have Yet to Say»     | 2014 | Bride of the Century OST    |
| «One Dream One Korea»         | 2015 | One K Concert               |
| «I Guess»                     | 2015 | Two Yoo Project — Sugar Man |

## Фильмография
| Год  | Название         |
| ---- | ---------------- |
| 2013 | «Чондамдон, 111» |

### Развлекательные шоу
| Год  | Название                    |
| ---- | --------------------------- |
| 2015 | «Мы поженились»             |
| 2015 | «Лучший певец в маске»      |
| 2016 | «Девочка, покорившая чарты» |
| 2016 | «Пою для тебя»              |

## Награды и номинации
| Год  | Церемония                | Номинация         | Что номинировано | Результат |
| ---- | ------------------------ | ----------------- | ---------------- | --------- |
| 2015 | MBC Entertainment Awards | Новая Звезда Года | «Мы поженились»  | Победа    |